# Epiblema infelix
Epiblema infelix es una especie de polilla del género Epiblema, familia Tortricidae. Fue descrita científicamente por Heinrich en 1923. Fue descrita científicamente por Heinrich en 1923.
Tiene una envergadura de 18 a 21 mm.

## Distribución
Se encuentra en el este de los Estados Unidos (Carolina del Norte, Tennessee, etc.)